# Johan Dahlgren
Johan Dahlgren, född 8 februari 1829 i Norra Björke församling, Älvsborgs län, död 24 december 1890 i Väne-Åsaka församling, Älvsborgs län, var en svensk lantbrukare och riksdagsman.
Dahlgren var verksam som lantbrukare och var ledamot av andra kammaren, invald i Väne, Björke och Flundre domsagas valkrets.